# Faik Shatku
Faik Shatku, néha Faik Dibra (Dibra, 1889. június 12. – Tirana, 1946. április 15.) albán jogász, politikus. 1936–1938-ban Albánia oktatásügyi, 1938–1939-ben igazságügy-minisztere volt. Izet Dibra (1877–1964) politikus öccse.

## Életútja
Dibrában (ma Debar) született. Alapiskolái elvégzését követően a szaloniki francia kereskedelmi iskola növendéke volt, majd a Konstantinápolyi Egyetem jogi karán szerezte meg diplomáját. Albánia függetlenségének kikiáltása, 1912 után családjával együtt az Oszmán Birodalomba költözött, és jogi praxist folytatott.
1924 elején tért vissza Albániába, 1924–1925-ben előbb Elbasanban, majd Korçában bíróként tevékenykedett, 1925-ben pedig rövid ideig tiranai ügyész volt. 1925-től 1929-ig az igazságügy-minisztérium alkalmazásában állt mint főtitkár. 1929-ben megválasztották az államtanács tagjává, egyúttal kinevezték főügyész-helyettessé, később pedig főügyésszé.
Az 1936. november 9-én hivatalba lépő, Koço Kota vezette kormányban az oktatásügyi tárca vezetését bízták rá. Másfél év elteltével a minisztérium irányítását Abdurraman Dibra vette át, Shatku pedig az igazságügy-minisztérium élére került. Albánia olasz megszállásáig, a kormány 1939. április 7-ei feloszlásáig látta el tárcavezetői feladatait. Időközben 1937-ben lemondott főügyészi hivataláról, amikor képviselőként bekerült az albán nemzetgyűlésbe.
1939 áprilisában I. Zogu kíséretének tagjaként elhagyta Albániát, de 1940 júliusában visszatért hazájába. A második világháború után, 1945–1946-ban a Pénzügyi Ellenőrző Tanács (Këshilli Kontrollues i Financave) elnökeként tevékenykedett. 1946. április 15-én, ötvenhat évesen halt meg Tiranában.